# Alvin Tan

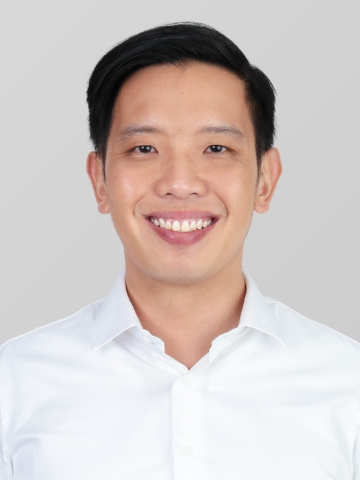
Alvin Tan, 2020

Alvin Tan Sheng Hui (* 30. Juni 1980 in Singapur) ist ein singapurischer Politiker (People’s Action Party), der derzeit als Abgeordneter des Singapurischen Parlaments für den Wahlkreis Tanjong Pagar GRC (Moulmein-Cairnhill) tätig ist. Vor 2020 war Melvin Yong von 2015 bis 2020 Abgeordneter für Moulmein-Cairnhill, und zuvor haben sich Khaw Boon Wan und Lui Tuck Yew die Zähne dieser Wahlkreise geschnitten.

## Bildung
Tan hat einen erstklassigen Bachelor-Abschluss in Wirtschaftswissenschaften von der Sydney University und einen Master in Public Policy von der Harvard University. Dort erhielt er 2009 das International and Global Affairs Fellowship des Belfer Center of Science and International Affairs. Später gab er bekannt, dass er nicht für ein Studium an einer örtlichen Universität qualifiziert war.

## Karriere
Nach seinem Abschluss war Tan in verschiedenen Organisationen tätig:
- Singapore Armed Forces Platoon Trainer, United Nations Transitional Administration in East Timor (November 2001 – Februar 2002)
- Oxfam Assistant Coordinator, International Youth Parliament (Juni 2003 – Januar 2004)
- Ministry of Defence Counter-Terrorism Analyst (März 2006 – August 2008)
- Executive Office of United Nations (Juni 2009 – April 2010)
- Vice-President and Executive Director of Asia Pacific, Goldman Sachs (Juli 2010 – April 2015)
- Facebook Head of Public Policy (März 2015 – Februar 2019)
- Facebook Head of Trust and Society (Februar 2019 – Juli 2019)
- LinkedIn Director and Head of Public Policy and Economics (Asia Pacific) (Juli 2019 – Juli 2020)
- Minister of State for Trade and Industry, and Culture, Community and Youth (Juli 2020 – geschenk)

Außerdem arbeitete Alvin Tan unter Lily Neo, als sie noch Abgeordnete war, bevor Josephine Teo seit 2020 den Wahlkreis Chinatown übernahm.